# MONKEY MAJIK MUSIC VIDEO BEST
『MONKEY MAJIK MUSIC VIDEO BEST』は、MONKEY MAJIKが2010年12月8日に発売したMV集。
販売形態はDVDのみとなっている。

## 概要
- 21曲の収録となっており、インディーズ時代からのMVが収録されている。
- 今回のMV集に収録されなかった楽曲は、『すぐちかく』『another day』『卒業、そして未来へ。』『Around The World +Go!空』『Prrety People -Japanese ver-』『あいたくて』の6曲となっている。

## 収録曲
1. Lily
  - 1stミニアルバム『Lily』リード曲。
2. Get started
  - 2ndミニアルバム『GET STARTED』リード曲。CGMV。
3. ガリレオ
  - 2ndミニアルバム『GET STARTED』収録曲。
4. One moment
  - 2ndフルアルバム『eastview』リード曲。
5. Livin' in the sun
  - 2ndフルアルバム『eastview』収録曲。
6. fly
  - 1stシングル。
7. Around The World
  - 2ndシングル。
8. フタリ
  - 3rdシングル。
9. Picture Perfect(Monkey Majik+m-flo)
  - 4thシングル。
10. Change(Monkey Majik+吉田兄弟)
  - 6thシングル『Change』。
11. 空はまるで
  - 4thアルバム『空はまるで』リード曲。
12. Together
  - 8thシングル『Together/あかり/Fall Back』収録。
13. あかり
  - 8thシングル『Together/あかり/Fall Back』収録。
14. goin' places
  - 9thシングル『あいたくて/MORNING-EVENING/goin' places』収録。
15. ただ、ありがとう
  - 10thシングル。
16. アイシテル
  - 11thシングル。
17. 虹色の魚
  - 12thシングル『虹色の魚/Open Happiness/MONSTER』収録。
18. Open Happiness
  - 12thシングル『虹色の魚/Open Happiness/MONSTER』収録。
19. MONSTER
  - 12thシングル『虹色の魚/Open Happiness/MONSTER』収録。
20. SAKURA
  - 13thシングル。
21. FOREVER
  - ベストアルバム『MONKEY MAJIK BEST 〜10 Years & Forever〜』収録曲。オリジナル音源ではなく一般市民が出演・歌唱している。